# Chambray Touraine Handball
El Chambray Touraine Handball es un club de balonmano femenino de la localidad francesa de Chambray-lès-Tours. En la actualidad juega en la Liga de Francia de balonmano femenino.

## Plantilla 2022-23
|  | Porteras - 1 Agathe Quiniou - 12 Rikke Marie Granlund Extremos izquierdos - 13 Manon Houette - 34 Rebecca Bossavy Extremos derechos - 22 Kimberley Bouchard - 84 Melvine Deba Pívots - 6 Clara Monti Danielsson - 82 Aidiatou Dembele | Laterales izquierdos - 33 Jovana Stoiljković Centrales - 7 Ida Lagerbon - 27 Nadia Mielke-Offendal - 41 Nina Brkljačić Laterales derechos - 11 Laura van der Heijden - 93 Karichma Ekoh |